# Trädgårdssnäcka

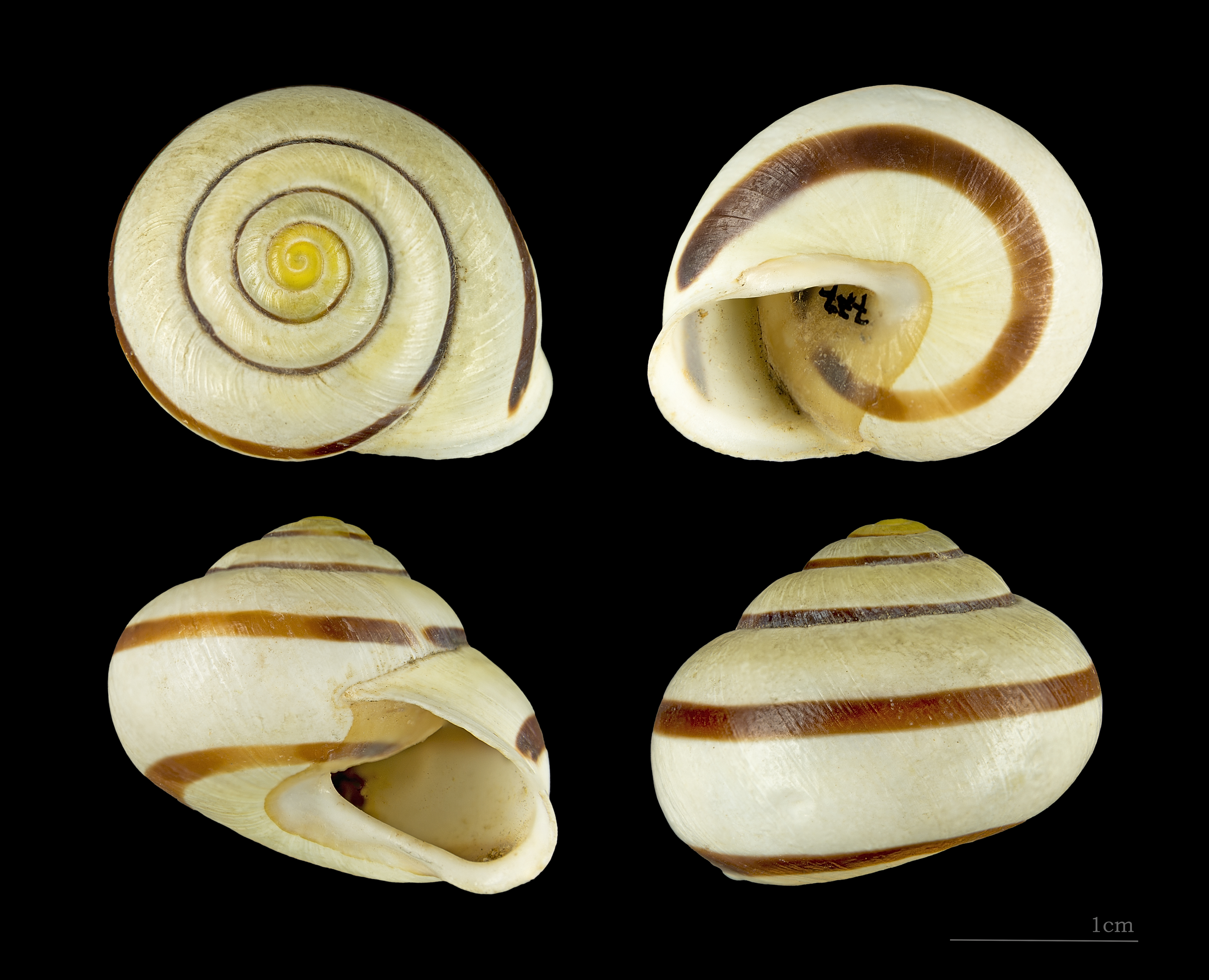
Cepaea hortensis

Trädgårdssnäcka (Cepaea hortensis) är en art i ordningen lungsnäckor. Den kan lätt förväxlas med den nära besläktade arten parksnäcka (Cepaea nemoralis).

## Kännetecken
Snäckans skal är gulaktigt med bruna eller svarta strimmor men det finns även individer som saknar dessa strimmor. Med en skaldiameter av ungefär 25 millimeter är den jämförelsevis liten. Trädgårdssnäckan har fyra eller fler körtelöppningar vid könsorganen i motsats till Cepaea nemoralis som högst har tre körtelöppningar.
Trädgårdssnäcka och parksnäcka skiljs enklast på att skalets kant vid öppningen (läppen) är mörk hos parksnäckan, men ljus hos trädgårdssnäckan (undantag finns men är sällsynta).

## Utbredning och levnadssätt
Arten förekommer i stora delar av Europa och finns även i trakter som ligger nordligare än utbredningsområdet för Cepaea nemoralis. Snäckan är aktiv från mars till oktober. Den livnär sig inte av trädgårdens växter utan av alger och är därför inget skadedjur.